# Loxoconcha parvifoveata
Loxoconcha parvifoveata is een mosselkreeftjessoort uit de familie van de Loxoconchidae. De wetenschappelijke naam van de soort is voor het eerst geldig gepubliceerd in 1980 door Hartmann.